# Naciek wełnisty

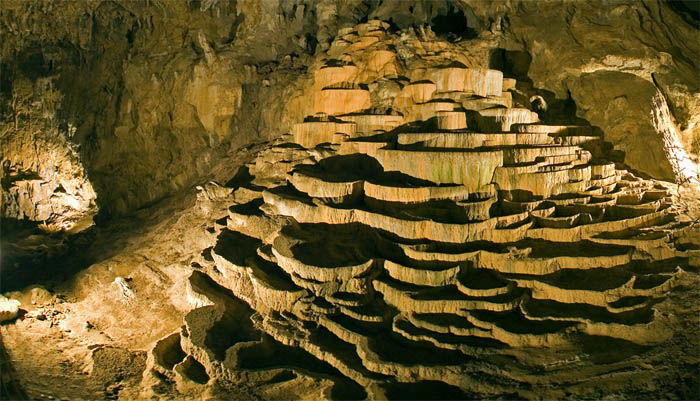
Nacieki wełniste

Nacieki wełniste – rodzaj nacieku jaskiniowego zaliczany do grupy nacieków miękkich. Powstaje z mleka wapiennego na nachylonych ścianach jaskiń.
Nacieki wełniste i pola ryżowe to najczęściej spotykana forma nacieków powstających z mleka wapiennego. W literaturze angielskiej obejmowane są wspólną nazwą rimstone deposits. Tworzą nacieki o niedużej wysokości, ale zwykle zajmujące duże powierzchnie. Pola ryżowe występują na poziomych lub lekko nachylonych (0 do 20°) ścianach jaskiń. Na ścianach silniej nachylonych zamiast pół ryżowych tworzą się nacieki wełniste. Przejście między tymi formami nacieków jest płynne. W miarę zwiększania się nachylenia miseczki tworzące pola ryżowe stają się coraz węższe, a otaczający je wał coraz niższy i przewieszony na zewnątrz. Przy dużym nachyleniu miseczki w ogóle zanikają i typowy naciek wełnisty ma postać szeregu nachylonych i dachówkowato ponad sobą ułożonych stopni. Ich krawędzie są łukowato wychylone w dół. Stopnie nacieku wełnistego mają zwykle szerokość 1–3 mm, a wysokość od kilku do kilkunastu mm.
W Polsce nacieki wełniste występują np. w jaskini Szczelina Chochołowska. Zbudowane są z mikrokrystalicznej odmiany mleka wapiennego. Budujące je mikrokryształki kalcytu mają średni wymiar 0,006 mm. Bardzo rzadko występują dłuższe pręciki o wymiarach dochodzących do 0,09 — 0,15 mm. Nacieki wełniste w Szczelinie Chochołowskiej mają głównie brunatną barwę, rzadziej żółtawą lub białą.
Na pionowych ścianach z mleka wapiennego zamiast nacieku wełnistego powstają żebra naciekowe i zasłony – te ostatnie głównie na ścianach przewieszonych. Proces przechodzenia między poszczególnymi formami odbywa się stopniowo, w miarę nachylania się stoku.